# Daan De Cooman
Daan De Cooman (17 de abril de 1974) es un deportista belga que compitió en judo. Ganó dos medallas en el Campeonato Europeo de Judo, bronce en 1997 y oro en 1999.

## Palmarés internacional
| Campeonato Europeo | Campeonato Europeo      | Campeonato Europeo | Campeonato Europeo |
| Año                | Lugar                   | Medalla            | Categoría          |
| ------------------ | ----------------------- | ------------------ | ------------------ |
| 1997               | Ostende (Bélgica)       | Medalla de bronce  | –86 kg             |
| 1999               | Bratislava (Eslovaquia) | Medalla de oro     | –90 kg             |